# مقاطعة جاجرم
مقاطعة جاجرم (بالفارسية: شهرستان جاجرم) هي مقاطعة في محافظة خراسان الشمالية في إيران. عاصمة المقاطعة هي جاجرم. يوجد بالمقاطعة ثلاث مدن: جاجرم، سنخواست، شوقان.